# The Radha Krsna Temple
The Rādhā Kṛṣṇa Temple, или The Radha Krishna Temple (рус. Храм Радхи-Кришны) — альбом с санскритскими мантрами и вайшнавскими бенгальскими бхаджанами, записанный кришнаитской группой Radha Krishna Temple и изданный в 1971 году лейблом Apple Records.
The New York Times в 2006 году назвала его первым в истории «поп-альбомом санскритских мантр». Диск был спродюсирован Джорджем Харрисоном, также сыгравшим на фисгармонии и гитаре. Аранжировщиком всех композиций был Мукунда Госвами. Две композиции с альбома вышли отдельными синглами: «Hare Krishna Mantra» (1969) и «Govinda» (1970). Сингл «Hare Krishna Mantra» поднялся до 12-й позиции в UK Singles Chart, до 3-го места в чарте Германии, до 1-го в Чехословакии, а также попал в десятку хит-парадов ряда других европейских стран и Японии. Сингл «Govinda» достиг 23-го места в UK Singles Chart. На обложке альбома изображены статуи божеств Радхи-Кришны из лондонского храма Международного общества сознания Кришны (ИСККОН). Песня «Govinda» очень понравилась основателю ИСККОН Бхактиведанте Свами Прабхупаде (1896—1977), который распорядился, чтобы её ежедневно играли во всех храмах ИСККОН во время утренних богослужений.
Позже альбом был переиздан под названием Goddess of Fortune («Богиня удачи») на кришнаитском лейбле Spiritual Sky. В 1993 году лейбл Capitol Records издал альбом в формате CD. В 2010 году лейбл Apple Records ремастировал и переиздал альбом, включив на него ранее неизданный трек «Namaste Saraswati Devi».

## Предыстория
В 1968 году основатель и лидер Международного общества сознания Кришны (ИСККОН) Бхактиведанта Свами Прабхупада послал в Лондон группу из шести своих последователей, наказав им открыть в британской столице храм Кришны. Эту группу кришнаитских миссионеров возглавили Мукунда Дас — бывший профессиональный джазовый музыкант, ранее сотрудничавший с саксофонистом Фароа Сандерсом — и Шьямасундара Дас. Мукунда и Шьямасундара поставили перед собой задачу войти в контакт с Джорджем Харрисоном из The Beatles, чей интерес к индийской музыке, философии и медитации к тому времени сыграл значительную роль в популяризации индуизма среди западной молодёжи. В 1969 году Шьямасундаре удалось встретиться с Харрисоном в штаб-квартире Apple Corps в центре Лондона. После этой встречи Харрисон начал активно общаться с кришнаитами, посещая их временный храм, располагавшийся в помещении бывшего склада в районе Ковент-Гарден.
Джордж Харрисон впервые соприкоснулся с практикой киртана (основной духовной практикой кришнаитов) в 1966 году, во время встречи с Рави Шанкаром во Вриндаване. Харрисону очень понравились песнопения лондонских кришнаитов, которые те сопровождали игрой на фисгармонии и мриданге (барабане). Ещё до встречи с Шьямасундарой, Джордж Харрисон и Джон Леннон много раз слушали музыкальный альбом Krishna Consciousness, записанный в 1966 году в Нью-Йорке Прабхупадой и его первыми последователями. Вдобавок к этому, Харрисону удалось на собственном опыте убедиться в «мистической силе» мантры «Харе Кришна». Это произошло в августе 1967 года, когда во время перелёта из Сан-Франциско в Нью-Йорк частный самолёт, на котором находился Харрисон, чуть не потерпел крушение. Харрисон позднее рассказывал, что в самый критический момент, в страхе перед смертью, он начал громко повторять «Харе Кришна».
После первого посещения кришнаитского центра в Ковент-Гардене Харрисон начал регулярно участвовать в киртанах, проводимых Шьямасундарой и другими кришнаитами. Иногда к ним присоединялся Билли Престон, который играл на синтезаторе (в то время Харрисон был его продюсером на битловском лейбле Apple Records). Согласно биографу Харрисона Джошуа Грину, идея создать группу Radha Krishna Temple и записать альбом с мантрами родилась после одного из таких киртанов, состоявшегося в Кинфаунсе — доме Харрисона в Суррее. На следующее утро Харрисон позвонил кришнаитам и попросил их прийти в тот же вечер в Abbey Road Studios и начать вместе с ним работу над записью сингла с мантрой «Харе Кришна».

## Сингл «Hare Krishna Mantra»
Прабхупада хотел, чтобы The Beatles записали мантру «Харе Кришна», что, как он полагал, дало бы мощный толчок распространению «сознания Кришны», в особенности среди многочисленных поклонников группы. Вместо этого Харрисон решил продюсировать поп-версию махамантры в исполнении лондонских кришнаитов и издать её в виде сингла на лейбле Apple Records. В результате на свет появилась композиция «Hare Krishna Mantra», текст которой состоял из 16-словной санскритской мантры:
Hare Krishna, Hare Krishna 
 Krishna Krishna, Hare Hare 
 Hare Rama, Hare Rama 
 Rama Rama, Hare Hare

### Запись
«Hare Krishna Mantra» была записана в Abbey Road Studios в июле 1969 года, незадолго до того, как The Beatles начали работу над своим последним альбомом Abbey Road. Харрисон выполнил музыкальную аранжировку на гитаре, с Мукундой на пианино. Харрисон выбрал двух вокалистов — Ямуну и Шьямасундару. Другие участники группы исполнили хоровую часть. Инженером звукозаписи выступил Кен Скотт.
Во время первой записи Харрисон сыграл на фисгармонии. Всего пришлось записать три дубля. Затем Харрисон добавил в начало трека электрогитару (звук которой был изменён с помощью динамиков Лесли) и наложил бас-гитару. Харрисон впоследствии вспоминал, что «попросил кого-то отбивать ритм на паре каратал и индийских барабанах» (на обложке пластинки ударником был указан Алан Уайт, в 1969—1971 годах сыгравший в целом ряде проектов Apple). Позднее Харрисон пригласил группу кришнаитов и записал и наложил хоровой трек.
Кришнаитские монахи играли на мриданге и караталах, недавно обратившийся в кришнаитскую веру американский музыкант сыграл на трубе, а Малати (жена Шьямасундары) случайно в конце ударила в гонг. Сделала она это после того, как трек достиг своего апогея, который битловский биограф Саймон Ленг назвал «дьявольским климаксом». На сессии звукозаписи также присутствовали дорожный менеджер The Beatles Мэл Эванс и сотрудница Apple Крис О’Делл; последняя, по приглашению Шьямасундары, вместе со своей матерью подпевала в хоре. В своей автобиографии, изданной в 2009 году, О’Делл пишет, что после пения мантры она почувствовала в себе перемены на «физическом и духовном» уровнях. Она утверждает, что «Повторение слов [мантры] снова и снова было почти гипнотическим … наступил момент, когда мы испытали чувство свободы, когда больше уже было не нужно прилагать каких-либо усилий, когда мы больше не судили и не критиковали, был просто звук, выходивший из глубины и подобный пламени, которое согревало нас изнутри».
Для стороны «Б» Харрисон записал композицию «Prayer to the Spiritual Masters» («Молитвы духовным учителям»), также в исполнении Radha Krishna Temple. Согласно биографу Прабхупады, Сатсварупе Госвами, текст этой песни прославляет «Шрилу Прабхупаду, Господа Чайтанью и его спутников, и шесть вриндаванских госвами». Господь Чайтанья — это средневековый индийский святой и религиозный реформатор, считающийся основоположником движения «Харе Кришна». В этой песне также звучит групповой вокал, сопровождаемый фисгармонией, ударными и индийским струнным инструментом под названием эсрадж, на котором Шьямасундара регулярно играл во время киртанов. Аранжировщиком «Prayer to the Spiritual Masters» также выступил Мукунда (на обложке пластинки он значится под именем Мукунда Дас Адхикари).

### Выпуск
Apple Records издал сингл (исполнителем которого была указана группа Radha Krishna Temple (London)) 22 августа 1969 года в США (Apple 1810) и 29 августа в Великобритании (Apple 15). 28 августа кришнаиты в сопровождении Харрисона приняли участие в пресс-обеде, состоявшемся в саду особняка в Южном Лондоне. Сразу же после окончания обеда Харрисон отправился на фестиваль Isle of Wight, где выступил с Бобом Диланом. 31 августа, непосредственно перед выходом Дилана на сцену, «Hare Krishna Mantra» проиграли через концертную акустическую систему. Позднее Мукунда вспоминал об этом эпизоде (а также о другом случае, когда махамантру включили на стадионе перед матчем с участием «Манчестер-Юнайтед»), как о свидетельстве проникновения махамантры в британское общество через спродюсированную Харрисоном аудиозапись.

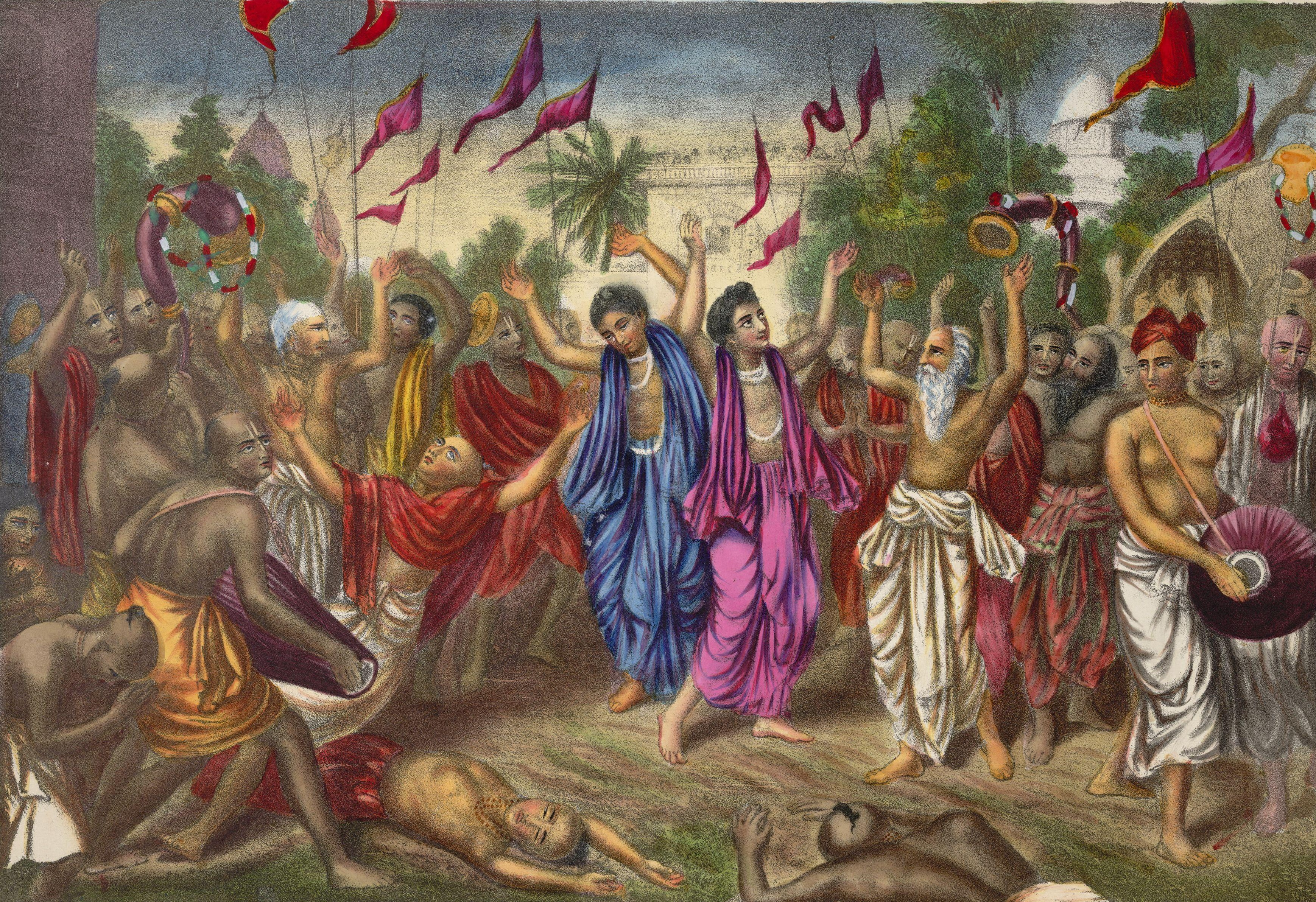
Картина, изображающая Чайтанью и его сподвижника Нитьянанду во время публичного пения мантр.

На обложке британского издания сингла была помещена фотография кришнаитов, сделанная Итоном Расселом. Как отмечал биограф Харрисона Алан Клэйсон, британская публика не могла поверить своим глазам при появлении бритоголовых кришнаитов, одетых в оранжевые одежды. В 2011 году Мукунда вспоминал, что однажды, после того, как «Hare Krishna Mantra» прозвучала на одной из британских радиостанций, радиоведущий объявил: «И это была песня в исполнении лысых американцев!». Но, как пишет Клэйсон: «благодаря Джорджу неудержимая мантра „Харе Кришна“ проникла в общественное сознание до уровня, о котором Прабхупада и мечтать не мог в 1966 году».
Сингл имел большой коммерческий успех, достигнув 12 позиции в британских чартах и 15 позиции в ФРГ. По данным официального сайта Apple, сингл также имел большой успех в Чехословакии. В США, однако, сингл не попал в чарты, и как следствие этого его практически не играли на радио. Шьямасундар предположил, что «в этом была замешана политика» в отношении религиозных групп.
Группа The Radha Krishna Temple выступила в телепередаче BBC Top of the Pops и сняла видеоклип. На волне популярности своего дебютного сингла, группа приняла участие в ряде концертов и фестивалей. Клэйсон также описывает другой позитивный для кришнаитов эффект: «наблюдался значительный приток новообращённых и ещё более значительное увеличение числа сочувствующих, которые более не относились скептически к группам поющиx на Оксфорд-стрит кришнаитов …» Питер Лавезолли, в свою очередь, назвал успех «Hare Krishna Mantra» «впечатляющим достижением». В то время как в гаудия-вайшнавизме (религиозной традиции, к которой принадлежат кришнаиты), международное признание махамантры было воспринято как исполнение предсказания основоположника традиции Чайтаньи (1486—1534), который предсказывал, что придёт день, когда «воспевание святых имён Бога будет услышано в каждом городе и деревне мира».

## Запись альбома
Харрисон оказывал кришнаитам финансовую поддержку. В частности, он помог найти и арендовать рядом с Британским музеем помещение под первый кришнаитский храм в Лондоне. В сентябре 1969 года он встретился с основателем ИСККОН Прабхупадой в имении Леннона Титтенхёрст-парк. В то время Харрисон продюсировал таких исполнителей Apple как Били Престон и Дорис Трой, и, в то же время, хотел продолжить сотрудничать с кришнаитами, выпустив альбом. В декабре 1969 года Харрисон предложил своим братьям по вере начать работать над новым материалом. На этих, более поздних сессиях The Radha Krishna Temple, Скотт снова выполнил роль звукоинженера. Позднее он описал этот проект как «сверхинтересный» и вспоминал о трудностях, возникших в процессе работы над альбомом (в основном из-за того, что многие участники записи не могли стоять на одном месте во время записи).

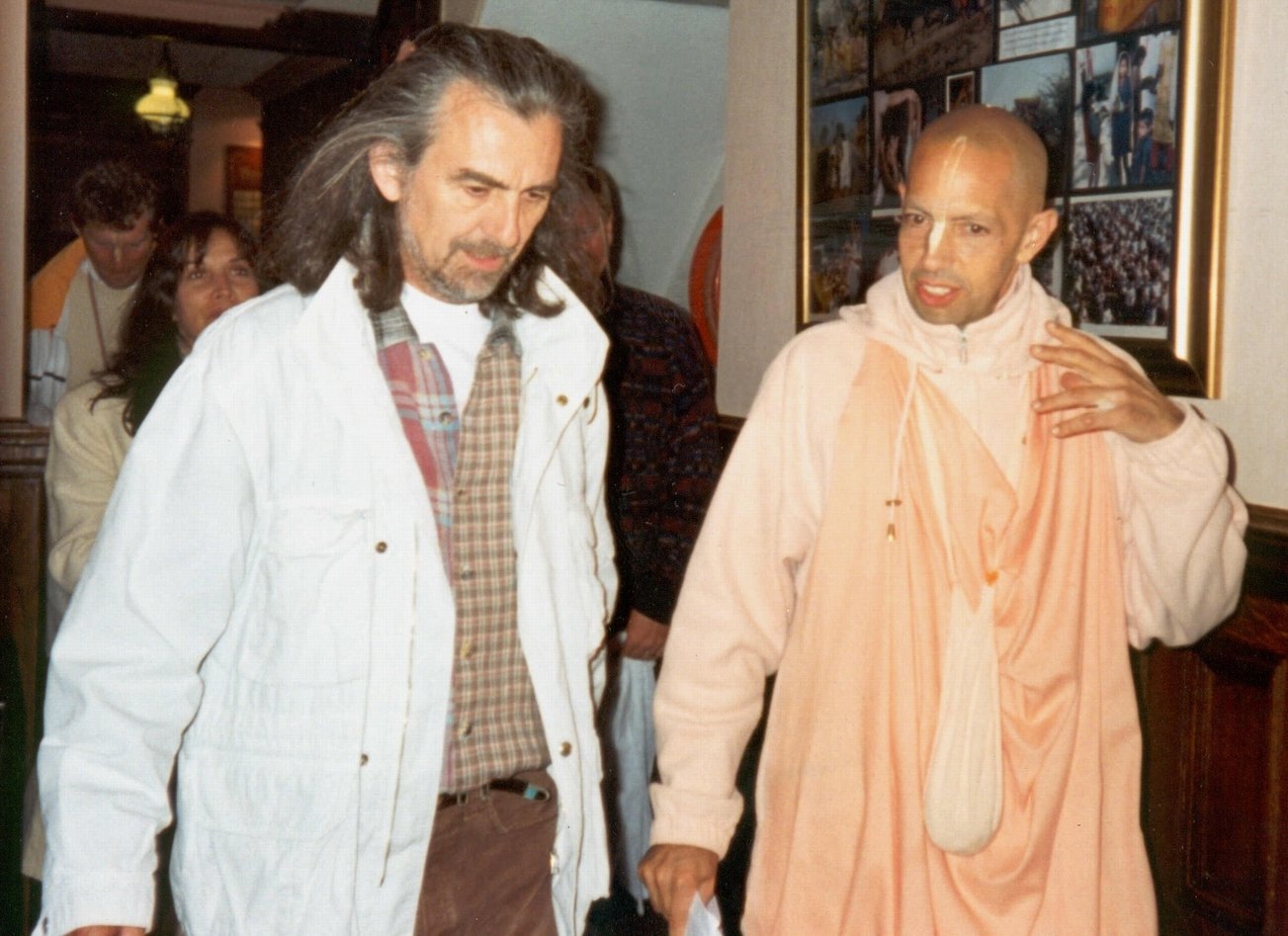
Джордж Харрисон и Мукунда в Бхактиведанта-мэноре в 1996 году

Харрисон сыграл на гитаре и бас-гитаре; Ямуна выступила ведущим вокалистом; другие кришнаиты сыграли на фисгармонии, мриданге, танбуре и караталах. На Харрисона произвели большое впечатление вокальные данные Ямуны и он предположил, что она может стать «знаменитой рок-звездой». В 1982 году в беседе с Мукундой Харрисон сказал следующее: «Мне понравилось, как пела Ямуна, с убеждением… Это не звучало как первое её [профессиональное] исполнение». Описывая работу Харрисона в студии, муж Ямуны, Гурудас, сравнил его с Прабхупадой: «Джордж был как Прабхупада, он мог быть инспектором манежа — мог сделать так, чтобы всё работало».
На треках «Sri Guruvastakam» и «Sri Isopanisad» также звучит добро — музыкальный инструмент, который Харрисон часто использовал в 1970-е годы. Аранжировщиком всех песен The Radha Krsna Temple выступил Мукунда. В декабре 1969 года, на время зимних каникул, к группе также присоединился студент Парижского университета Джошуа Грин, который в то время играл на клавишных в университетском ансамбле. Позднее он получил от Прабхупады посвящение в ученики и духовное имя Йогешвара Даса. Позднее он вспоминал о своём участии в сессиях в Аббей-Роуд и Apple Studio, во время которых он играл на фисгармонии «Govinda Jai Jai». Чтобы композиции с альбома больше играли по радио, Харрисон поначалу ограничил их продолжительность 4 минутами. Записанные последними треки «Bhaja Bhakata/Arati» и «Bhaja Hunre Mana» имели бо́льшую продолжительность — более 8 минут.

## Сингл «Govinda»

### Запись
Одной из новых композиций, попавших на альбом, была песня «Govinda» — музыкальная адаптация санскритского текста «Брахма-самхита», который кришнаиты считают самой древней поэмой, написанной во славу Кришны на заре творения Брахмой (творцом Вселенной). Гурудас заявил одному из журналистов, что этот текст «появился в Сатья-югу, или Золотой Век Вселенной и передавался из века в век по цепи осознавших себя гуру». Как отмечает Брюс Шпицер, Харрисон выразил себя по полной, продюсируя этот трек, и создал «восхитительную и гипнотическую аранжировку».
Сессия звукозаписи состоялась в январе 1970 года в студии «Тридент» в центральном Лондоне. Харрисон заранее записал минусовку с акустической гитарой, органом, басс-гитарой и ударными. Ямуна была ведущим вокалистом. На сессии присутствовали Билли Престон, Донован и Мэри Хопкин, которые, по утверждению Грина, подпевали хору кришнаитов. Во вступлении Харрисон наложил эсрадж, на котором сыграл Шьямасундара, и уд, на котором сыграл Харивилас — кришнаит, недавно прибывший в Лондон из Ирана.
После окончания сессии звукозаписи Харрисон добавил дорожку с соло-гитарой и нанял музыкантов из Лондонского филармонического оркестра, чтобы добавить струнные, арфу и трубчатые колокола. Оркестровку для «Govinda» сделал Джон Бархэм, часто сотрудничавший с Харрисоном, и также внёсший заметный вклад в популяризацию индийской классической музыки на Западе.

### Выход
С песней «Govinda Jai Jai» на стороне «Б», «Govinda» был издан Apple Records 6 марта 1970 года в Великобритании и 24 марта в США. В британских чартах сингл поднялся до 23 позиции. Пресс-секретарь Apple Дерек Тейлор впоследствии вспоминал, что пресс-отдел поместил печатную рекламу, в которой утверждалось что «Govinda» была «лучшей когда-либо сделанной записью». Прабхупада впервые прослушал песню в Лос-Анджелесе и прослезившись, попросил, чтобы её каждый день играли во всех храмах ИСККОН во время утренних богослужений. Грэм Двайер и Ричард Коул утверждают, что после того, как «Hare Krishna Mantra» и «Govinda» «[стали] хитами в Европе, Японии, Австралии, и даже в Африке … пение „Харе Кришна“ стало известно по всему миру». Кеннет Валпи, в свою очередь, пишет о значимости того факта, что женщина выступила в роли ведущего вокалиста. Это стало возможным благодаря революционному подходу Прабхупады, который предоставил женщинам равные с мужчинами права.
Вскоре после выхода в свет сингла «Govinda», Шьямасундра, Харрисон и ещё несколько преданных отправились в Париж, намереваясь открыть там кришнаитский храм. В марте 1970 года, демонстрируя свою поддержку Движению сознания Кришны, Харрисон профинансировал публикацию новой книги Прабхупады «Кришна, Верховная Личность Бога». Вскоре после этого Харрисон приютил у себя в имении Фрайар-парк семьи кришнаитов из храма Радхи-Кришны в Лондоне, а затем записал свой тройной альбом All Things Must Pass. В таких песнях, как «My Sweet Lord», «Awaiting on You All» и «Beware of Darkness» нашёл отражение интерес Харрисона к «сознанию Кришны».

## Список композиций

### LP(1971)
1. «Govinda» — 4:43
2. «Sri Guruvastakam» — 3:12
3. «Sri Ishopanishad» — 4:03
4. «Bhaja Bhakata-Arati» — 8:24
5. «Bhajahu Re Mana» — 8:53
6. «Hare Krsna Mantra» — 3:33
7. «Govinda Jaya Jaya» — 5:57

### CD(1993)
1. «Govinda» — 4:43
2. «Sri Guruvastak» — 3:12
3. «Bhaja Bhakata-Arotrika» — 8:24
4. «Hare Krsna Mantra» — 3:33
5. «Sri Ishopanishad» — 4:03
6. «Bhajahu Re Mana» — 8:53
7. «Govinda Jai Jai» — 5:57
8. «Prayer to the Spiritual Masters» — 3:59 (CD Bonus 1993)

### CD(2010)
1. «Govinda» — 4:46
2. «Sri Guruvastak» — 3:13
3. «Bhaja Bhakata / Arotrika» — 8:27
4. «Hare Krsna Mantra» — 3:36
5. «Sri Ishopanishad» — 4:05
6. «Bhajahu Re Mana» — 8:55
7. «Govinda Jai Jai» — 6:06
8. «Prayer to the Spiritual Masters» — 4:00 (CD Bonus 1993)
9. «Namaste Saraswati Devi» — 4:59 (CD Bonus 2010)